# Lolo Urbano
Manuel Urbano Cañete, detto Lolo (Cordova, 7 novembre 1987), è un giocatore di calcio a 5 spagnolo.

## Carriera
Centrale cresciuto nel Grupo Pinar Córdoba e poi nell'Ibi FS, dalla stagione 2007-08 è passato alla formazione di Division de Honor del Baix Maestrat, meritando la convocazione nella Nazionale Under-21 di calcio a 5 della Spagna giunta alle semifinali del campionato europeo di categoria. Nell'agosto del 2012 riceve la sua prima convocazione nella Nazionale maggiore in vista di alcune amichevoli disputate in Thailandia in preparazione del Mondiale.

## Palmarès

### Competizioni nazionali
- Campionato spagnolo: 3
Inter: 2014-15, 2015-16, 2016-17
- Coppa di Spagna: 2
Inter: 2015-16, 2016-17
- Supercoppa di Spagna: 1
Inter: 2015

### Competizioni internazionali
- Coppa UEFA: 1

Inter: 2016-17